# 流星のカケラ
「流星のカケラ」はGReeeeNの楽曲。ZEN MUSICから2022年2月23日に配信限定でリリースされた。

## タイアップ
- Amazon オリジナルドラマ ｢星から来たあなた｣ 主題歌

## 曲の詳細
1. 流星のカケラ [3:58]
  - 作詞・作曲 : GReeeeN